# Kepler-4
Kepler-4 — звезда, которая находится в созвездии Дракона на расстоянии около 1631 световых лет от нас. Вокруг звезды обращается, как минимум, одна планета.

## Характеристики
Kepler-4 представляет собой жёлтый карлик главной последовательности с массой и диаметром, равными 1,22 и 1,48 солнечных соответственно. Температура поверхности звезды составляет около 5857 кельвинов. Возраст звезды оценивается в 4—5 миллиардов лет.

## Планетная система
В 2010 году группой астрономов, работающих в рамках программы Kepler, было объявлено об открытии планеты Kepler-4 b в данной системе. Это газовый гигант, по массе сопоставимый с Нептуном. Планета обращается очень близко к родительской звезде — на расстоянии около 0,04 а. е., поэтому температура на Kepler-4 b должна быть достаточно высокой, не исключено, что верхние слои её атмосферы испаряются в открытый космос. Открытие было совершено транзитным методом.